# Comuna Blejești, Teleorman
Blejești este o comună în județul Teleorman, Muntenia, România, formată din satele Baciu, Blejești (reședința) și Sericu.

## Așezare
Comuna este situată în câmpia Găvanul-Burdea din partea centrală a Câmpiei Române. Pe teritoriul comunei se desprind o grupă de văi, drenate de Valea Glavaciocului. Satul Baciu este tranversat de Pârâul Puturosu.
Localitatea se găsește la 25 de km, față de municipiul Alexandria, la 5 km nord, față de orașul Videle, la 63 de km, față de București, la 75 de km, de municipiul Pitești și la 66 de km, de municipiul Giurgiu.

## Istorie
La sfârșitul secolului al XIX-lea, comuna făcea parte din plasa Glavaciocul a județului Vlașca, și era formată din cătunele Blejești (Neamțu), Baciul-Poșta, Baciul de Sus, Fetele și Cotorani.
Anuarul Socec din 1925 consemnează comuna în aceiași plasă, cu o populație de 3154 de locuitori, în satele Blejești și Baciul-Poșta. Satele Baciu de Sus și Cotorani au fost retrocedate comunei Purani. În anul 1931, satul Baciu de Sus, primește numele de Baciu, iar cinci ani mai târziu se desprinde de comuna Purani, formând comuna Baciu, cu satele Baciu și Baciu-Poșta.
În anul 1950, comunele au trecut în administrația raionului Videle al regiunii Teleorman, raion care, doi ani mai târziu, a fost inclus în regiunea București.
În anul 1968, comuna a trecut în administrația județului Teleorman în structura actuală. Tot atunci, comuna Baciu a fost desființată, iar satul Baciu a fost alipit comunei Blejești, în timp ce satul Baciu-Poșta este contopit cu  satul Blejești, primind și satul Sericu de la comuna Cosmești.

## Demografie
Componența etnică a comunei Blejești
     Români (93,24%)
     Romi (1,64%)
     Alte etnii (5,12%)
Componența confesională a comunei Blejești
     Ortodocși (94,09%)
     Alte religii (0,36%)
     Necunoscută (5,55%)
Conform recensământului efectuat în 2021, populația comunei Blejești se ridică la 3.655 de locuitori, în scădere față de recensământul anterior din 2011, când fuseseră înregistrați 3.950 de locuitori. Majoritatea locuitorilor sunt români (93,24%), cu o minoritate de romi (1,64%). Din punct de vedere confesional, majoritatea locuitorilor sunt ortodocși (94,09%), iar pentru 5,55% nu se cunoaște apartenența confesională.

## Politică și administrație
Comuna Blejești este administrată de un primar și un consiliu local compus din 13 consilieri. Primarul, Narcis Cătălin Pietreanu[*], de la Partidul Social Democrat, este în funcție din 2008. Începând cu alegerile locale din 2024, consiliul local are următoarea componență pe partide politice:
|  | Partid                          | Consilieri | Componența Consiliului | Componența Consiliului | Componența Consiliului | Componența Consiliului | Componența Consiliului | Componența Consiliului | Componența Consiliului | Componența Consiliului | Componența Consiliului | Componența Consiliului |
|  | ------------------------------- | ---------- | ---------------------- | ---------------------- | ---------------------- | ---------------------- | ---------------------- | ---------------------- | ---------------------- | ---------------------- | ---------------------- | ---------------------- |
|  | Partidul Social Democrat        | 10         |                        |                        |                        |                        |                        |                        |                        |                        |                        |                        |
|  | Alianța pentru Unirea Românilor | 2          |                        |                        |                        |                        |                        |                        |                        |                        |                        |                        |
|  | Partidul Național Liberal       | 1          |                        |                        |                        |                        |                        |                        |                        |                        |                        |                        |

## Monumente istorice
Trei monumente istorice se găsesc în comuna Blejești, printre care: Casa Necula Rada din satul Blejești, localizat în centrul satului și care datează din circa anului 1910, școala veche a satului Blejești, aflat în aceiași locație care datează din circa secolului al XIX-lea, și Conacul Voinea, cu anexele acestuia, situat lângă școală, în centrul satului și datează din anul 1890.